# Caroline Knutsen
Caroline Knutsen, född den 25 november 1983 i Tromsø, är en norsk-samisk före detta fotbollsmålvakt. Hennes moderklubb är Kongsvinger IL, och hon har även spelat för Asker (1999-2006), Vålerenga (2002, lån), Røa Dynamite Girls (2007–2012)  och Vålerenga igen (2013).
Efter stora skadeproblem lade hon av 2006, men hon kontaktades 2007 av Røa som erbjöd henne ett kontrakt. Hennes knä, som var huvudanledningen till att hon slutade, visade sig vara bättre än tidigare, och säsongen 2008 släppte hon bara in tio mål på hela säsongen, varav ett på straff.
År 2000 spelade hon sin första match i Norges J17 och sedan i J19 2002, följt av U21 år 2004. 2009 debuterade hon i norska damlandslaget. Hon har tidigare även representerat samelandslaget.